# Misumi Ike
Misumi Ike (von japanisch ミスミ池 ‚Dreieckiger See‘) ist ein kleiner See an der Prinz-Harald-Küste des ostantarktischen Königin-Maud-Lands. Auf der Halbinsel Skarvsnes am Ostufer der Lützow-Holm-Bucht liegt er im oberen Abschnitt eines Tals am Mount Suribachi. 
Japanische Wissenschaftler benannten ihn 2012 nach seiner Form.